# ماریشان
ماریشان، روستایی از توابع بخش نوک‌آباد شهرستان تفتان در استان سیستان و بلوچستان ایران است.
معنی لغوی ماریشان که از دو کلمه ماری و شان تشکیل شده است :محل فلعه یا قلعه گاه است که آثار قلعه یا کلاتی بسیار قدیمی در دامنه کوه همجوار از ایام بسیار دور باقی است.
این روستا دارای پوشش جنگلی تنک از نوع گواتام (بادام وحشی) و مورد (مورت) می‌باشد که کاربرد در طب سنتی دارد.
ماریشان از شمال ومشرق با روستای کوته ،ازجنوب وغرب با نارون همجوار می باشد.
پایین دست روستای ماریشان سرگز(گزمه ماریشان)، یوسف آباد و کریم آباد  از توابع ماریشان قرار دارند.( وهمگی محل سکونت طایفه ولانی است که تا اوایل دوره قاجار حاکمان موروثی سرحد بوده و پس از قتل عام توسط پادشاه اول قاجاری یعنی آقا محمد خان هم اکنون تعدادنفوس و آمار این طایفه بسیار کاهش یافته است) .
سه رشته قنات بعلاوه چندین چشمه وآبادی خالی از سکنه در دره های اطراف ماریشان وجود دارد .مانند ده رضا ، بلغیر، کلیکه"....

## جمعیت
این روستا در دهستان تفتان جنوبی قرار دارد و براساس سرشماری مرکز آمار ایران در سال ۱۳۸۵، جمعیت آن ۸۵ نفر (۲۶خانوار) بوده‌است.